# أمينة حلمي
أمينة حلمي (بالهولندية: Amina Helmi؛ بالإسبانية: Amina Helmi) هي عالمة فلك أرجنتينية وهولندية، ولدت في 1970.

## وصلات خارجية
- الموقع الرسمي